# Emanuela Marinelli
Emanuela Marinelli (Roma, 22 marzo 1951) è una scrittrice italiana nota per i libri e gli articoli sulla Sindone di Torino.

## Biografia
Laureata con lode in Scienze naturali nel 1973 e in Scienze Geologiche nel 1977 presso l'Università degli Studi di Roma "La Sapienza", ha seguito due corsi di perfezionamento presso l’Università degli Studi di Roma "Tor Vergata" ed è abilitata all’insegnamento di Matematica, Scienze Naturali, Chimica e Geografia. La sua prima tesi sperimentale Uraninite, Pechblenda e Gummite: studio termico e diffrattometrico in relazione al rilascio del Radon viene chiamata a lavorare dal 1974 al 1975 con contratto biennale presso l'Istituto di Mineralogia dell'Università degli Studi di Roma "La Sapienza". Nell'ottobre del 1975, in una campagna di scavo nei pressi di Roma durante il XXIX congresso della Società italiana di mineralogia e petrologia, scopre una mandibola di un Palaeoloxodon antiquus. Lo studio di questo reperto è la base della seconda tesi sperimentale Due località laziali con interessanti resti di Palaeoloxodon antiquus con la quale si laurea con lode nel 1977. Terminati gli studi universitari è stata docente di Geografia per 36 anni in scuole statali di secondo grado.
Dal 1977 ha scritto 21 libri sulla Sindone di Torino (alcuni tradotti in varie lingue) oltre a numerosi articoli sempre su argomenti sindonici su riviste e giornali sia divulgativi che specializzati.
Ha tenuto circa 5000 conferenze sul tema sindonico in varie parti d'Italia e in molti paesi esteri e ha partecipato a vari congressi sindonologici.
Ha fatto parte del Centro Romano di Sindonologia dal 1977 dove è stata anche docente. Presso il Vicariato di Roma ha conseguito il Diploma di Catechista Specializzato in catechesi della Passione nel 1987. Ha partecipato come docente a numerosi corsi di aggiornamento per gli insegnanti di religione cattolica dal 1987 al 2008. 
Ha tenuto presso la sede di Orvieto (Terni) della LUMSA (Libera Università Maria Santissima Assunta) le lezioni di Iconografia, Iconologia e Simbologia Cristiana dal 1998 al 2000 e nella sede di Roma, sempre della LUMSA, le esercitazioni di Sindonologia presso la cattedra di Storia Romana nel 2001. Negli anni dal 2010 al 2012 ha tenuto al Pontificio ateneo Regina Apostolorum di Roma lezioni sull’iconografia di Cristo e la Sindone nell'ambito del Diploma di Specializzazione in Studi Sindonici.
È stata fra i promotori del movimento Collegamento pro Sindone dalla sua fondazione (1985), dell'omonimo periodico bimestrale, pubblicato dal 1985 al 2000, e del relativo sito Internet nato nel 1997.
È stata la coordinatrice del Comitato Organizzatore del Congresso Mondiale Sindone 2000 (Orvieto, 27-29 agosto 2000) e la curatrice, insieme al Prof. Angelo Russi, della pubblicazione dei relativi Atti (Gerni Editori, 2002).
Collabora con la ONG Observo Onlus per il progetto Kwauso School a Bukoba (Tanzania) e devolve il ricavato della vendita dei suoi libri per questo progetto, essendo le sue conferenze scientifiche realizzate senza richiesta di compensi.

## Vita privata
È sposata dal 1979 con l'ingegnere Maurizio Paolicchi.
È pronipote dell'alpinista Damiano Marinelli.

## Riconoscimenti
- Premio internazionale medaglia d'oro al merito della cultura cattolica (2015)
- Premio letterario "L'Iguana" – Castello di Prata Sannita (2017)

## Opere
- La Sindone, un enigma alla prova della scienza, con Orazio Petrosillo, Milano, Rizzoli, 1990, ISBN 978-88-17-84039-2 (tradotto in inglese, francese, spagnolo e polacco).
- La Sindone, un'immagine "impossibile", Cinisello Balsamo, Milano, San Paolo, 1996, ISBN 978-88-215-3255-9 (tradotto in portoghese, polacco, bielorusso e ucraino).
- Sindone viva, con Maurizio Marinelli, Cinisello Balsamo, Milano, San Paolo, 1997, ISBN 978-88-215-3635-9 (tradotto in inglese).
- La Sindone, storia di un enigma, con Orazio Petrosillo, prefazione di Vittorio Messori, Milano, Rizzoli, 1998, ISBN 978-88-17-85023-0.
- Cosa vuoi sapere sulla Sindone?, con Maurizio Marinelli, Cinisello Balsamo, Milano, San Paolo, 1998, ISBN 978-88-215-3790-5.
- Cento prove sulla Sindone, un giudizio probabilistico sull’autenticità, con Giulio Fanti, presentazione di Sua Eccellenza Mons. Marcello Costalunga, Padova, Messaggero Padova, 1999,  ISBN 978-88-250-0777-0, 2ª edizione 2000, ISBN 978-88-250-0900-2.
- La Sindone, un incontro con il mistero, con Maurizio Marinelli, Grottaminarda, Avellino, Delta 3, 2002.
- La Sindone rinnovata, misteri e certezze, con Giulio Fanti, Padova, Progetto Editoriale, 2003, ISBN 978-88-8245-066-3.
- La Sindone, alle sorgenti del mistero, con Michele Miscia, Napoli, Sigma Libri, 2006, ISBN 978-88-244-7680-5.
- La Sindone, il mistero di un’immagine, Milano, Art – Il Timone, 2007, ISBN 978-88-7879-039-1.
- La Sindone, sulle tracce del Mistero, con Michele Loconsole, Grottaminarda, Avellino, Delta 3, 2008, ISBN 978-88-95568-44-7.
- La Sindone, analisi di un mistero, Milano, Sugarco, 2009, ISBN 978-88-7198-565-7.
- La Sindone, testimone di una presenza, Cinisello Balsamo, Milano, San Paolo, 2010, ISBN 978-88-215-6705-6.
- Suaire de Turin, Témoignage d’une presence, Parigi (Francia), Pierre Téqui, 2010, ISBN 978-2-7403-1558-3.
- Alla scoperta della Sindone, con Maurizio Marinelli, Padova, Messaggero Padova, 2010, ISBN 978-88-250-2553-8.
- La Sindone, un mistero tra storia, scienza e fede, con Maurizio Marinelli, Camerata Picena, Ancona, Shalom, 2010, ISBN 978-88-8404-246-0.
- Luce dal Sepolcro, con Marco Fasol, Verona, Fede&Cultura, 2015, ISBN 978-88-6409-356-7, 2ª edizione 2019, ISBN 978-88-6409-733-6 (tradotto in inglese, portoghese,  spagnolo, francese e ceco).
- La Sindone, storia e misteri, con Livio Zerbini, Bologna, Odoya, 2017, ISBN 978-88-6288-377-1.
- Gesù e la Sindone, risposte scientifiche alle domande dei giovani, con Marco Fasol, Canterano, Roma, Aracne, 2020, ISBN 978-88-255-3202-9.
- Nuova luce sulla Sindone, storia, scienza e spiritualità, Milano, Ares, 2020, ISBN 978-88-8155-923-7.
- Via Sindonis, la Passione di Cristo documentata dal Sacro Lino, con Domenico Repice, Milano, Ares, 2022, ISBN 978-88-9298-171-3.